# Andrena trimmerana
Andrena trimmerana är en biart som först beskrevs av Kirby 1802. Den ingår i släktet sandbin och familjen grävbin. Inga underarter finns listade i Catalogue of Life.

## Beskrivning
Båda könen har svart grundfärg med undantag för första och andra segmenten på bakkroppen, som i varierande grad är röda; annars skiljer de sig åt ganska påtagligt. Honan har svartbrun ansiktsbehåring, orangebrun päls på mellankroppens ovansida, genomskinliga vingar med tegelröda ribbor, benen med gråbrun behåring upptill, rödbrun nertill samt pollenkorgen (hårborsten på bakskenbenen som används för polleninsamling) svartbrun till ljusbrun upptill, blekt beige nertill. Bakkroppen har gråbrun behåring. Hon når en kroppslängd av omkring 15 mm.
Hanen har blekt rödbrun behåring i ansikte, på mellankropp och benen. Vingarna är genomskinliga med ytterkanterna svagt rökfärgade och ribborna rödbruna. Kroppslängden varierar mellan 10,5 och 13,5 mm.
Den andra generationen (arten får två generationer per år) har de två främre bakkroppssegmenten (både tergiterna, på ovansidan, och sterniterna, på undersidan) tydligt rödfärgade, något som inte alls är lika tydligt hos den första generationen. Den första generationens hanar har dessutom en tydlig tagg vid varje sida av käkarna, något som den andra generationens hanar saknar. Dessa skillnader har gjort att vissa forskare misstänker att det kan vara fråga om olika arter, och cytogenetisk forskning rörande de olika formerna pågår.

## Ekologi
Arten har två generationer; en vårgeneration som i England flyger från mitten av mars till och med april, och en sommargeneration, som flyger mellan juli och sent i september. Besökta blommor är bland annat smörblomma, videarter, rododendronarter, slån, ärttörnen, vinglokan Smyrnium olusatrum, björnbär och maskros. Biet lever i kustbanter, klippor, hedlandskap, gräsmarker, glesa skogar, allmänningar och trädgårdar. Som alla sandbin är det solitärt; honan gräver larvbon i flodbankar, sluttningar och obevuxna branter. Till skillnad från många andra arter av sandbin grävs inte bona ut i små kolonier med andra honor av samma art, utan helt isolerat. Det förekommer att bona parasiteras av majgökbi vars larv lever på den insamlade näringen (pollen och nektar) efter det att larvägget ätits upp eller värdlarven dödats.

## Utbredning
Arten förekommer i Europa och Västasien från England, Wales och Kanalöarna i väster till Ryssland och östra Turkiet i öster, och från Nederländerna i norr till Iberiska halvön i söder. Den finns också på Medelhavsöar som Balearerna, Korsika, Sicilien och Kreta samt i Marocko och Algeriet i Nordafrika.